# Kurt Biedenkopf
Kurt Hans Biedenkopf est un homme politique allemand né le 28 janvier 1930 à Ludwigshafen et mort le 12 août 2021 à Dresde. Il est membre de l'Union chrétienne-démocrate d'Allemagne (CDU).
Juriste et universitaire, formé en Allemagne de l'Ouest et aux États-Unis, il devient recteur de l'université de la Ruhr à Bochum en 1967. Six ans plus tard, alors qu'il n'a aucune expérience politique, il est choisi par Helmut Kohl comme secrétaire général de la CDU. Il occupe ce poste jusqu'en 1977, quand il est élu vice-président du parti.
Après avoir échoué à conquérir le Land de Rhénanie-du-Nord-Westphalie en 1980, il se met en retrait de la vie politique. Il y revient de manière triomphale en 1990, lorsqu'il remporte les élections régionales dans le Land reconstitué de Saxe avec une majorité absolue. Reconduit en 1994 et 1999, il est contraint de démissionner en 2002 et se retire de la politique.

## Biographie

### Enfance, jeunesse et formation
En 1938, sa famille, originaire de Posen, déménage à Schkopau. À la suite de la Seconde Guerre mondiale, ils sont déplacés à Groß-Umstadt, une petite ville du sud de la Hesse. Ayant passé son Abitur en 1949, il part un an au Davidson College, en Caroline du Nord, étudier les sciences politiques.
Revenu en Allemagne de l'Ouest en 1950, il entreprend des études de droit et s'inscrit alors à l'université de Munich où il reste une année seulement. En 1951, en effet, il intègre l'université Johann Wolfgang Goethe de Francfort-sur-le-Main et ajoute un cursus de sciences économiques à ses études. Il passe avec succès son premier diplôme juridique d'État en 1955.
Il devient alors assistant de recherche, obtient son doctorat de droit en 1958 et part ensuite un an à l'université de Georgetown. Il réussit en 1960 son second diplôme juridique d'État, puis repart à Georgetown en 1961, où il passe avec succès son Master of Laws en 1962.

### Une brillante carrière d'universitaire
En 1963, il obtient son habilitation à diriger des recherches en droit civil, commercial, économique et du travail à l'université de Francfort. Titulaire d'un poste de maître de conférences à Francfort et à l'université de Tübingen, il est recruté en 1964 comme professeur des universités à l'université de la Ruhr à Bochum où il enseigne le droit commercial, le droit économique et le droit du travail.
En 1966, alors qu'il est nommé doyen de la faculté de droit, il adhère à l'Union chrétienne-démocrate d'Allemagne. Il est élu, l'année suivante, recteur de l'université de la Ruhr à Bochum et prend la présidence de la conférence des recteurs d'université du Land de Rhénanie-du-Nord-Westphalie.
Il est nommé en 1968 président de la commission pour la réforme de la participation, mise en place par le gouvernement fédéral. Il abandonne ses responsabilités universitaires en 1969 et ce poste à la commission en 1970. En 1971, il intègre la direction centrale du groupe Henkel, à Düsseldorf.

### Le binôme d'Helmut Kohl à la direction de la CDU
Le 12 juin 1973, lors du 21e congrès fédéral de la CDU à Bonn, le nouveau président fédéral du parti, Helmut Kohl, propose que Kurt Biedenkopf exerce les fonctions de secrétaire général. À l'issue de son discours, il est élu à ce poste par 529 voix sur 560, soit une écrasante majorité de 94,5 % des suffrages exprimés.
Aux côtés de Kohl, il dirige la campagne des chrétiens-démocrates pour les élections fédérales du 3 octobre 1976. Avec 38 % des suffrages exprimés et plus de 14 350 000 voix, le parti réalise son meilleur score en vingt-cinq ans d'histoire, même s'il reste dans l'opposition. À l'occasion de ce scrutin, il se fait élire député de Rhénanie-du-Nord-Westphalie au Bundestag.
Malgré le fait que leur tandem soit efficace, les dissensions entre les deux principaux responsables de la CDU amènent Biedenkopf à renoncer à ses fonctions lors du congrès fédéral de Düsseldorf, le 7 mars 1977. Remplacé par Heiner Geißler, représentant de « l'aile gauche », il est toutefois élu vice-président fédéral par 602 voix sur 826, soit 72,9 % des suffrages exprimés.

### L'opposant à Johannes Rau
Il est désigné cette même année 1977 président de la CDU de Westphalie-Lippe, l'une des deux fédérations en Rhénanie-du-Nord-Westphalie. Au congrès fédéral de Kiel, le 25 mars 1979, il est réélu vice-président du parti, avec un faible score de 401 voix sur 740, soit 54,2 % des suffrages.
Bien qu'il soit en concurrence avec Heinrich Köppler, président de la fédération de Rhénanie, il le laisse se présenter contre le social-démocrate Johannes Rau aux élections régionales du 11 mai 1980. Le 20 avril, Köppler meurt d'un arrêt cardiaque. Biedenkopf le remplace alors comme chef de file, mais ne peut éviter une nouvelle défaite des chrétiens-démocrates. Avec 43,2 % des suffrages et 95 sièges sur 201, la CDU recule de quatre points, tandis que le Parti social-démocrate d'Allemagne (SPD) remporte la majorité absolue.
Élu député au Landtag lors de ce scrutin, il prend la présidence du groupe parlementaire chrétien-démocrate à l'ouverture de la législature, le 29 mai suivant. Cette même année, il est élu président de la présidence de la CDU de Rhénanie-du-Nord-Westphalie, qui réunit les principaux responsables des deux fédérations du Land. Très rapidement, il entre en concurrence avec Bernhard Worms, successeur de Köppler, député régional, ancien conseiller de Franz Meyers et soutenu par Helmut Kohl. Cela n'empêche cependant pas Kurt Biedenkopf d'être réélu vice-président de la CDU fédérale le 9 mars 1981 par 427 voix sur 726 exprimés, soit 58,8 %, lors du congrès fédéral de Mannheim.

### Passage en retrait de la vie politique
Toutefois au congrès fédéral de Cologne, le 25 mai 1983, il quitte la présidence fédérale du parti. Il est cependant élu au comité directeur fédéral par 552 voix sur 683, réalisant le cinquième meilleur score, sur les vingt élus, avec 80,8 %. En mai suivant, la conférence des délégués régionaux lui préfère Worms comme chef de file pour les élections régionales du 12 mai 1985. Il lui cède alors la présidence du groupe parlementaire, puis la direction de la présidence régionale l'année suivante.
À l'occasion de ces élections, il est réélu au Landtag, alors que la CDU connait une sévère défaite avec un recul de près de sept points. Le 8 mars 1986, la fusion des deux fédérations du parti est menée à bien, et Kurt Biedenkopf est choisi comme le premier président de la CDU de Rhénanie-du-Nord-Westphalie. Il retrouve son mandat de député fédéral lors des élections fédérales du 25 janvier 1987, mais le mauvais score du parti dans le Land, qui passe de 45,2 % à 40,1 %, se classant en seconde position derrière le SPD, l'oblige à renoncer à la direction régionale. Le 22 mai 1987, le ministre fédéral du Travail Norbert Blüm lui succède.

### Le triomphe de 1990 en Saxe

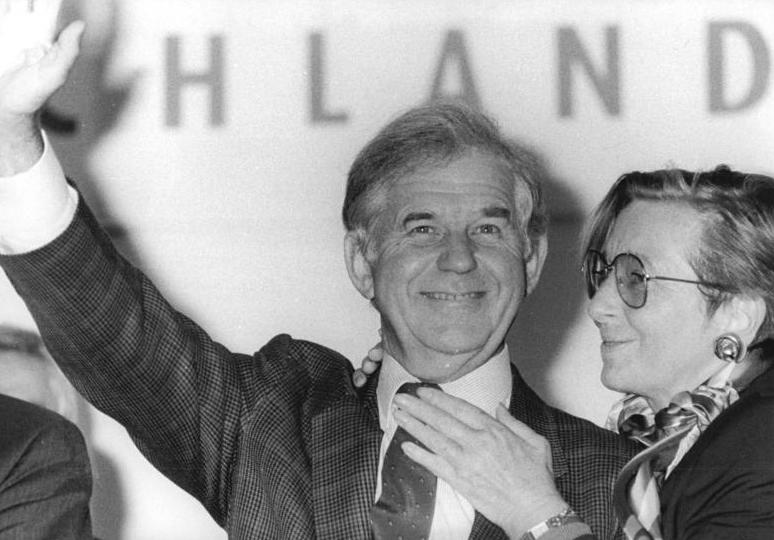
Kurt Biedenkopf et son épouse Ingrid, lors du dernier meeting régional, en 1990.

Après la chute du Mur de Berlin, il accepte un poste de professeur invité de sciences économiques à l'université de Leipzig et semble s'acheminer vers la fin de sa carrière politique. Cependant, la CDU du Land de Saxe, reconstitué en prévision de la réunification allemande, envisage d'en faire son chef de file pour les élections régionales du 14 octobre 1990. En raison de ses compétences dans le domaine économique, de ses origines qui l'excluent des luttes internes entre les anciens de la CDU est-allemande et les militants des droits civiques, des liens qu'il a gardés de sa scolarisation à Mersebourg et de ceux de son épouse, dont le père possédait une usine à Leipzig, il fait figure de candidat idéal.
En août 1990, la CDU de Saxe, présidée par le ministre sans portefeuille Klaus Reichenbach, l'approche par l'intermédiaire de Lothar Späth, ministre-président du Bade-Wurtemberg et vice-président fédéral du parti. S'étant laissé convaincre, il est alors investi chef de file et se retrouve opposé à la sociale-démocrate Anke Fuchs, ancienne ministre fédérale d'Allemagne de l'Ouest. Avec une participation de 72,8 % des voix, le scrutin est un triomphe pour les chrétiens-démocrates. En effet, ils remportent 50,8 % des voix au scrutin majoritaire, et gagnent les 80 circonscriptions à pourvoir, et 53,8 % des suffrages au scrutin proportionnel, soit 92 députés sur 160 au Landtag.
La CDU de Saxe obtient ainsi le meilleur score parmi les cinq scrutins régionaux se tenant ce même jour dans les Länder reconstitués et réalise par ailleurs le meilleur résultat des chrétiens-démocrates à une élection régionale depuis les élections de Rhénanie-Palatinat en mars 1983.

### Ministre-président du Land

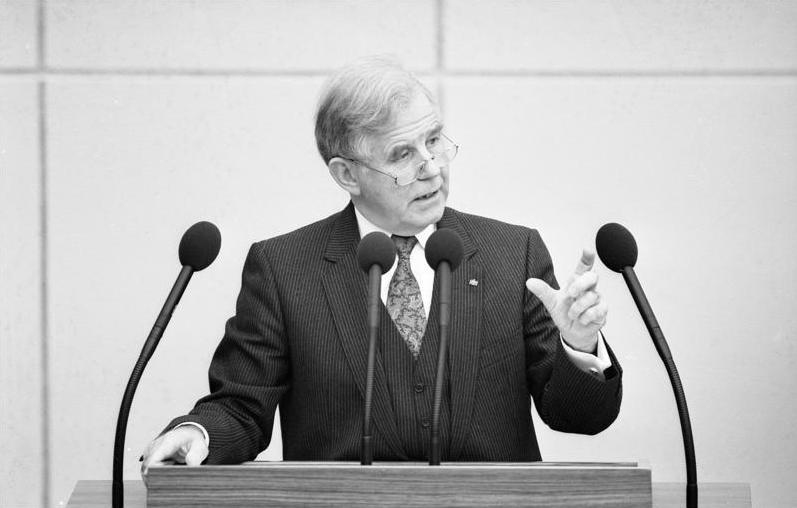
Kurt Biedenkopf lors de la première session du Conseil fédéral de l'Allemagne unifiée.

Le 8 novembre 1990, Kurt Biedenkopf est investi ministre-président et forme son premier gouvernement. Parmi les dix ministres qu'il nomme ce jour-là, cinq feront partie de l'exécutif régional pendant une dizaine d'années. Le 7 décembre 1991, il est élu président de la CDU de Saxe.
Avec Kajo Schommer, ministre de l'Économie, il met en œuvre une politique favorisant les entreprises, supprimant toute une série de réglementations et instituant les « projets phare ». Ainsi, il obtient l'installation à Dresde d'une usine de Volkswagen et d'une usine d'Advanced Micro Devices (AMD), tandis que Porsche et BMW s'installent à Leipzig, où le gouvernement a également créé un centre logistique. En outre, sous l'autorité du ministre des Finances Georg Milbradt, le Land applique une politique budgétaire rigoureuse qui évite le recours à l'endettement. Par ailleurs, la politique éducative évite la traditionnelle « guerre » qui oppose les écoles sélectives (gymnasium) et celles acceptant tous les élèves (gesamtschule).
L'ensemble de ces politiques renforcent considérablement sa popularité et celle des chrétiens-démocrates. Ainsi, aux élections du 11 septembre 1994, la CDU stagne au scrutin majoritaire avec 50,4 % des voix, mais progresse fortement au scrutin proportionnel en remportant 58,1 % des suffrages. Elle s'impose ainsi dans les 60 circonscriptions du Land et conquiert 77 des 120 sièges du Landtag, désormais élu pour cinq ans. Le 28 octobre 1995, il renonce à se succéder à la direction du parti dans le Land et la cède à son secrétaire général, Fritz Hähle.

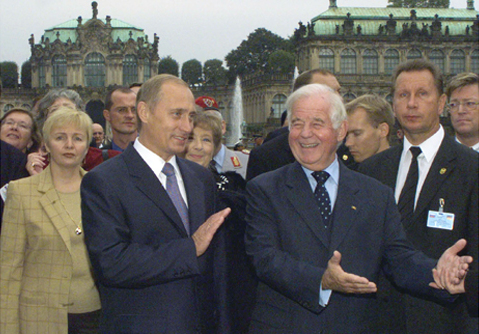
En septembre 2001, Kurt Biedenkopf accueille Vladimir Poutine à Dresde.

À l'issue de la législature, lors du scrutin du 19 septembre 1999, le parti au pouvoir progresse au scrutin majoritaire en récoltant 53,6 % des voix et la totalité des 60 circonscriptions, et connaît un infime recul au scrutin proportionnel, avec 56,9 %, soit 76 députés sur 120. Cette domination sans partage lui fait gagner le surnom de « roi Kurt » (König Kurt). Le 1er novembre, il prend pour un an la présidence tournante du Conseil fédéral.
En 2000, alors que Wolfgang Schäuble doit renoncer à la présidence fédérale de la CDU, il est un temps pressenti pour assurer l'intérim à la direction du parti, mais cette option est écartée au profit de l'élection d'un nouveau président lors du congrès suivant.

### Retraite
Le 30 janvier 2001, il limoge Georg Milbradt, après que ce dernier a évoqué sa succession future en public. Le 15 septembre suivant, Milbradt est pourtant élu président de la CDU de Saxe contre l'avis du ministre-président, qui soutient ouvertement la candidature de Steffen Flath, ministre régional de l'Environnement.
Affaibli par les mauvais résultats de la CDU aux élections locales de 2001, qui voient le bourgmestre chrétien-démocrate sortant de Dresde Herbert Wagner battu par le libéral-démocrate Ingolf Roßberg, et sa mise en cause dans des affaires financières, notamment le loyer sous-évalué de sa résidence officielle et la potentielle pression sur une vendeuse d'Ikea pour l'obtention d'un rabais, il est contraint d'annoncer, le 16 janvier 2002, sa démission prochaine. La CDU lui choisit alors Milbradt comme successeur, qui le remplace le 18 avril.
Un an plus tard, en mai 2003, il est élu président de la Dresden International University (DIU), dont il devient président d'honneur en janvier 2006. Entre novembre 2003 et 2010, il préside le conseil d'administration de la Global School of Governance de la fondation Hertie, et en est désormais le président d'honneur.
À la suite de la démission du président fédéral Horst Köhler le 31 mai 2010, Kurt Biedenkopf est pressenti pour lui succéder. C'est finalement la candidature du ministre-président de la Basse-Saxe Christian Wulff qui est retenue par la CDU/CSU. Se faisant porte-parole des critiques internes de cette décision, il signe une tribune dans le Frankfurter Allgemeine Zeitung réclamant à la présidente du parti, Angela Merkel, la liberté de vote pour l'élection présidentielle anticipée du 30 juin.

### Vie privée
En 1979, Kurt Biedenkopf se marie en secondes noces avec Ingrid Kuhbier. Il est père de quatre enfants et de confession catholique. Il est par ailleurs connu comme étant un passionné de modélisme ferroviaire.
Il meurt le 12 août 2021, à l'âge de 91 ans.